# 엄자치
엄자치(嚴自治, ? ~ 1455년 음력 3월 27일)는 조선의 환관(宦官)이다.
세종, 문종, 단종까지 세 임금을 모셨다. 1450년(문종 즉위년) 4월 11일 수양대군이 대자암(大慈庵)에서 이마에 상처를 입자 문종은 엄자치를 보내 문병을 하였다. 정난공신(靖難功臣) 2등에 책록되고, 영성군(寧城君)에 봉해졌으며, 난신전(亂臣田, 나라에서 몰수한 난신(亂臣)들이 소유하였던 토지(土地)) 50결을 하사받기도 하였다.
단종 대엔 여러차례 탄핵을 받기도 하였다. 1455년 음력 3월 27일 제주(濟州)로 귀양을 가던 중 길에서 죽었다.

## 관련 작품

### 드라마
- 《파천무》 (KBS, 1980년 배우:이신재)
- 《설중매》 (MBC, 1984년~1985년 배우:이계인)
- 《파천무》 (KBS, 1990년 배우:한현배)
- 《한명회》 (KBS2, 1994년 배우:이일웅)
- 《왕과 비》 (KBS1, 1998년~2000년 배우:김병기)
- 《대왕 세종》 (KBS2, 2008년 배우:윤기원)
- 《인수대비》 (JTBC, 2011년~2012년 배우:전인택)